# Dryas hispaniola
Dryas hispaniola är en fjärilsart som beskrevs av Hall 1925. Dryas hispaniola ingår i släktet Dryas och familjen praktfjärilar. Inga underarter finns listade i Catalogue of Life.